# Korenica (Krivogastani)
Korenica (macedónul: Кореница) település Észak-Macedóniában, a Pelagonijai körzet Krivogastani járásában.

## Népesség
| Lakosok száma | 187  | 204  | 212  | 181  | 142  | 95   | 87   | 62   | 40   |
|               | 1948 | 1953 | 1961 | 1971 | 1981 | 1991 | 1994 | 2002 | 2021 |

- 2002-ben 62 lakosa volt, akik mindannyian macedónok.